# Mordella griseopubens
Mordella griseopubens es una especie de coleóptero de la familia Mordellidae.

## Distribución geográfica
Habita en Sumatra.